# سفر به مرکز زمین (فیلم ۱۹۵۹)
سفر به مرکز زمین (انگلیسی: Journey to the Center of the Earth) فیلمی در ژانر ماجراجویی، علمی–تخیلی و فانتزی به کارگردانی هنری لوین است که در سال ۱۹۵۹ منتشر شد. از بازیگران آن می‌توان به جیمز میسون، پت بون، ارلن دال، ثیر دیوید و دایان بیکر اشاره کرد.